# Det är advent
Ej att förväxla sångerna Det susar genom livets strid samt Ett barn är fött på denna dag
Det är advent, Ett litet barn av Davids hus, är en adventspsalm med text av Britt G. Hallqvist från 1966 och musik från 1981 av Olle Widestrand. Musiken uppges ofta ha gjorts 1981, men det finns dock uppgifter om att melodin är något äldre och var i bruk redan under 1970-talet, bland annat barnsångboken Smått å Gott från 1977.
Under SVT:s Luciamorgon 2014 framfördes sångtexten i stället till en traditionellt angiven melodi från Latinamerika.

## Publikation
- Smått å Gott, 1977
- Psalmer och Sånger 1987 som nummer 485 med titelraden "Ett litet barn av Davids hus", under rubriken "Kyrkoåret: Advent".[3]
- Segertoner 1988 som nummer 443 med titelraden "Ett litet barn av Davids hus", under rubriken "Ur kyrkoåret: Advent".[1]
- Nya barnpsalmboken som nummer 57.
- Kyrksång som nummer 58.
- Verbums psalmbokstillägg 2003 som nummer 736 med titelraden "Ett litet barn av Davids hus", under rubriken "Advent".
- Frälsningsarméns sångbok 1990 som nummer 718 under rubriken "Kyrkoårets högtider, Advent".
- Julens önskesångbok, 1997, under rubriken "Advent".
- Sång i Guds värld Tillägg till Svensk psalmbok för den evangelisk-lutherska kyrkan i Finland 2015 som nummer 835 under rubriken "Kyrkoåret".
- 2013 års Cecilia-psalmbok som nummer 213.
- Hela familjens psalmbok 2013 som nummer 71 under rubriken "Hela året runt".[4]
- Lova Herren 2020 som nummer 65 med titelraden "Ett litet barn av Davids hus", under rubriken "Advent".

## Inspelningar
Sången finns inspelad av Familjen Glenmark 1983 på albumet Från advent till jul .